# 38. People’s Choice Awards-gála
Az 38. People’s Choice Awards-gála a 2011-es év legjobb filmes, televíziós és zenés alakításait értékelte. A díjátadót 2012. január 11-én tartották a kaliforniai Nokia Theatreben, a műsor házigazdája Kaley Cuoco volt. A ceremóniát a CBS televízióadó közvetítette.

## Győztesek és jelöltek
Forrás:

### Film
| Az év filmje | Az év akciófilmje |
| --- | --- |
| - Harry Potter és a Halál ereklyéi 2. - Koszorúslányok - A segítség - A Karib-tenger kalózai: Ismeretlen vizeken - Transformers 3. | - Harry Potter és a Halál ereklyéi 2. - Halálos iramban: Ötödik sebesség - Thor - Transformers 3. - X-Men: Az elsők |
| Az év vígjátéka | Az év drámája |
| - Koszorúslányok - Rossz tanár - Őrült, dilis, szerelem - Barátság extrákkal - Másnaposok 2. | - Vizet az elefántnak - Sorsügynökség - A segítség - Csúcshatás - Pénzcsináló |
| Az év könyvadaptációja | Az év stábja |
| - Harry Potter és a Halál ereklyéi 2. - A segítség - A negyedik - Életem a szörf - Vizet az elefántnak | - Harry Potter és a Halál ereklyéi 2. - Koszorúslányok - Másnaposok 2. - A Karib-tenger kalózai: Ismeretlen vizeken - X-Men: Az elsők |
| Az év férfi filmsztárja | Az év női filmsztárja |
| - Johnny Depp - A Karib-tenger kalózai: Ismeretlen vizeken - Daniel Radcliffe - Harry Potter és a Halál ereklyéi 2. - Hugh Jackman - Vasököl - Robert Pattinson - Vizet az elefántnak - Ryan Reynolds - Zöld Lámpás és Testcsere                              | - Emma Stone - A segítség és Őrült, dilis, szerelem - Anne Hathaway - Egy nap - Jennifer Aniston - Kellékfeleség és Förtelmes főnökök - Julia Roberts - Larry Crowne - Reese Witherspoon - Vizet az elefántnak                                       |
| Az év akciófilm-sztárja | Az év szuperhőse |
| - Hugh Jackman - Vasököl - Ryan Reynolds - Zöld Lámpás - Shia LaBeouf - Transformers 3. - Taylor Lautner - Elhurcolva - Vin Diesel - Halálos iramban: Ötödik sebesség                                                                                         | - Ryan Reynolds - Zöld Lámpás (Zöld Lámpás) - Chris Evans - Amerika Kapitány (Amerika Kapitány: Az első bosszúálló) - Chris Hemsworth - Thor (Thor) - James McAvoy - X Professzor (X-Men: Az elsők) - Jennifer Lawrence - Mystique (X-Men: Az elsők) |
| Az év férfi vígjáték-sztárja | Az év női vígjáték-sztárja |
| - Adam Sandler - Kellékfeleség - Ashton Kutcher - Csak szexre kellesz - Bradley Cooper - Másnaposok 2. - Ryan Reynolds - Testcsere - Steve Carell - Őrült, dilis, szerelem                                                                                    | - Emma Stone - Őrült, dilis, szerelem - Cameron Diaz - Rossz tanár - Jennifer Aniston - Kellékfeleség és Förtelmes főnökök - Mila Kunis - Barátság extrákkal - Natalie Portman - Csak szexre kellesz                                                 |
| Az év 25 év alatti filmsztárja | Az év filmes ikonja |
| - Chloë Grace Moretz - A leleményes Hugo - Daniel Radcliffe - Harry Potter és a Halál ereklyéi 2. - Emma Watson - Harry Potter és a Halál ereklyéi 2. - Rupert Grint - Harry Potter és a Halál ereklyéi 2. - Tom Felton - Harry Potter és a Halál ereklyéi 2. | - Morgan Freeman - Delfines kaland - George Clooney - Utódok és A hatalom árnyékában - Harrison Ford - Cowboyok és űrlények - Robert De Niro - Csúcshatás - Tom Hanks - Larry Crowne                                                                 |
| Az év animációs filmes szinkronhangja | Az év animációs filmje |
| - Johnny Depp - Rango (Rango) - Anne Hathaway - Csili (Rio) - Jack Black - Po (Kung Fu Panda 2.) - Katy Perry - Törpilla (Hupikék törpikék) - Owen Wilson - Villám McQueen (Verdák 2.)                                                                        | - Verdák 2. - Tintin kalandjai - Kung Fu Panda 2. - Csizmás, a kandúr - Rango |

### Televízió
| Az év vígjátéka | Az év drámaműsora |
| --- | --- |
| - Így jártam anyátokkal - Agymenők - Glee – Sztárok leszünk! - Modern család - Két pasi – meg egy kicsi | - Odaát - A férjem védelmében - A Grace klinika - Doktor House - Vámpírnaplók |
| Az év tévés vígjátékszínésze | Az év tévés vígjátékszínésznője |
| - Neil Patrick Harris - Így jártam anyátokkal - Alec Baldwin - A stúdió - Chris Colfer - Glee – Sztárok leszünk! - Cory Monteith - Glee – Sztárok leszünk! - Jim Parsons - Agymenők                                                                     | - Lea Michele - Glee – Sztárok leszünk! - Courteney Cox - Született szinglik - Jane Lynch - Glee – Sztárok leszünk! - Kaley Cuoco - Agymenők - Tina Fey - A stúdió                                                                     |
| Az év tévés drámai színésze | Az év tévés drámai színésznője |
| - Nathan Fillion - Castle - David Boreanaz - Dr. Csont - Hugh Laurie - Doktor House - Ian Somerhalder - Vámpírnaplók - Patrick Dempsey - A Grace klinika                                                                                                | - Nina Dobrev - Vámpírnaplók - Blake Lively - Gossip Girl – A pletykafészek - Ellen Pompeo - A Grace klinika - Emily Deschanel - Dr. Csont - Eva Longoria - Született feleségek                                                        |
| Az év kábeles vígjátéka | Az év kábeles drámaműsora |
| - Vérmes négyes - Felhőtlen Philadelphia - Jackie nővér - Luxusdoki - Nancy ül a fűben | - Hazug csajok társasága - Dexter - Trónok harca - True Blood – Inni és élni hagyni - A nagy svindli |
| Az év nyomozós sorozata | Az év sci-fi/fantasyműsora |
| - Castle - Dr. Csont - Gyilkos elmék - CSI: A helyszínelők - NCIS | - Odaát - A rejtély - True Blood – Inni és élni hagyni - Vámpírnaplók - The Walking Dead |
| Az év új vígjátékműsora | Az év új drámaműsora |
| - Az élet csajos oldala - Apa csak egy van - Új csaj - Kertvárosba száműzve - Éjjel-nappal szülők | - A célszemély - Egyszer volt, hol nem volt - Bosszú - The Secret Circle - Terra Nova – Az új világ |
| Az év nappali beszélgetős műsorvezetője | Az év éjszakai beszélgetős műsorvezetője |
| - Ellen DeGeneres – The Ellen DeGeneres Show - Al Roker, Ann Curry, Matt Lauer, Natalie Morales és Savannah Guthrie – The Today Show - Anderson Cooper – Anderson - Kelly Ripa és Regis Philbin – Live with Regis and Kelly - Rachael Ray – Rachael Ray | - Jimmy Fallon - Late Night with Jimmy Fallon - Conan O’Brien - Conan - David Letterman - Late Show with David Letterman - Jay Leno - The Tonight Show with Jay Leno - Jimmy Kimmel - Jimmy Kimmel Live!                               |
| Az év versenyshowja | Az év reality-sztárja |
| - American Idol - America’s Got Talent - Dancing with the Stars - So You Think You Can Dance - The Voice | - Kim Kardashian - Keeping Up with the Kardashians - Gene Simmons - Gene Simmons Family Jewels - Giuliana Rancic - Giuliana and Bill - Kathy Griffin - Kathy Griffin: My Life on the D-List - Tia Mowry és Tamera Mowry - Tia & Tamera |
| Az év vendégszereplője | Az év rajzfilmsorozata |
| - Katy Perry - Így jártam anyátokkal - Gwyneth Paltrow - Glee – Sztárok leszünk! - Jim Carrey - Office - Kristin Chenoweth - Glee – Sztárok leszünk! - Michael J. Fox - A férjem védelmében                                                             | - SpongyaBob Kockanadrág - Amerikai fater - Family Guy - A Simpson család - South Park |

### Zene
| Az év dala | Az év albuma |
| --- | --- |
| - Katy Perry, Kanye West - "E.T." - Lady Gaga - "The Edge of Glory" - Maroon 5 feat. Christina Aguilera - "Moves Like Jagger" - LMFAO feat. Lauren Bennett, GoonRock - "Party Rock Anthem" - Adele - "Rolling in the Deep" | - Lady Gaga - "Born This Way" - Beyoncé - "4" - Adele - "21" - Britney Spears - "Femme Fatale" - Lady Antebellum - "Own the Night" |
| Az év videóklipje | Az év koncertturnéja |
| - Katy Perry - "Last Friday Night" - Lady Gaga - "Judas" - LMFAO feat. Lauren Bennett, GoonRock - "Party Rock Anthem" - Adele - "Rolling in the Deep" - Beyoncé - "Run the World (Girls)"                                  | - Katy Perry - Bon Jovi - Taylor Swift - U2 - Usher                                                                                |
| Az év férfi előadója | Az év női előadója |
| - Bruno Mars - Justin Bieber - Eminem - Enrique Iglesias - Blake Shelton | - Katy Perry - Adele - Beyoncé - Lady Gaga - Taylor Swift                                                                          |
| Az év együttese | Az év popzenésze |
| - Maroon 5 - Coldplay - Foo Fighters - Linkin Park - Red Hot Chili Peppers | - Demi Lovato - Beyoncé - Lady Gaga - Katy Perry - Rihanna                                                                         |
| Az év hip-hopzenésze | Az év R&B zenésze |
| - Eminem - B.o.B. - Jay-Z - Nicki Minaj - Pitbull | - Rihanna - Beyoncé - Bruno Mars - Chris Brown - Ne-Yo                                                                             |
| Az év country előadója | Az év kiemelkedő zenésze |
| - Taylor Swift - Lady Antebellum - Rascal Flatts - Blake Shelton - Keith Urban | - Big Time Rush - The Wanted - Fun - Demi Lovato - Taylor Swift                                                                    |

## Fordítás
- Ez a szócikk részben vagy egészben  a(z)   38th People's Choice Awards című angol Wikipédia-szócikk fordításán alapul.  Az eredeti cikk szerkesztőit annak laptörténete sorolja fel. Ez a jelzés csupán a megfogalmazás eredetét és a szerzői jogokat jelzi, nem szolgál a cikkben szereplő információk forrásmegjelöléseként.